# Krupiec (wieś w rejonie rylskim)
Krupiec (ros. Крупец) – wieś (ros. село, trb. sieło) w zachodniej Rosji, centrum administracyjne sielsowietu krupieckiego w rejonie rylskim obwodu kurskiego.

## Geografia
Miejscowość położona jest nad rzeką Obiesta i jej dopływem Krupką, 24 km od centrum administracyjnego rejonu (Rylsk), 128 km od Kurska. Przez wieś przechodzi trasa Kursk – Kijów (część trasy E38 Kazachstan – Woroneż – Szostka – Kijów).
W granicach miejscowości znajdują się ulice Nowaja i Szkolnaja (167 posesji).

## Demografia
W 2010 r. miejscowość zamieszkiwały 302 osoby.